# 3-я линия 1-й половины

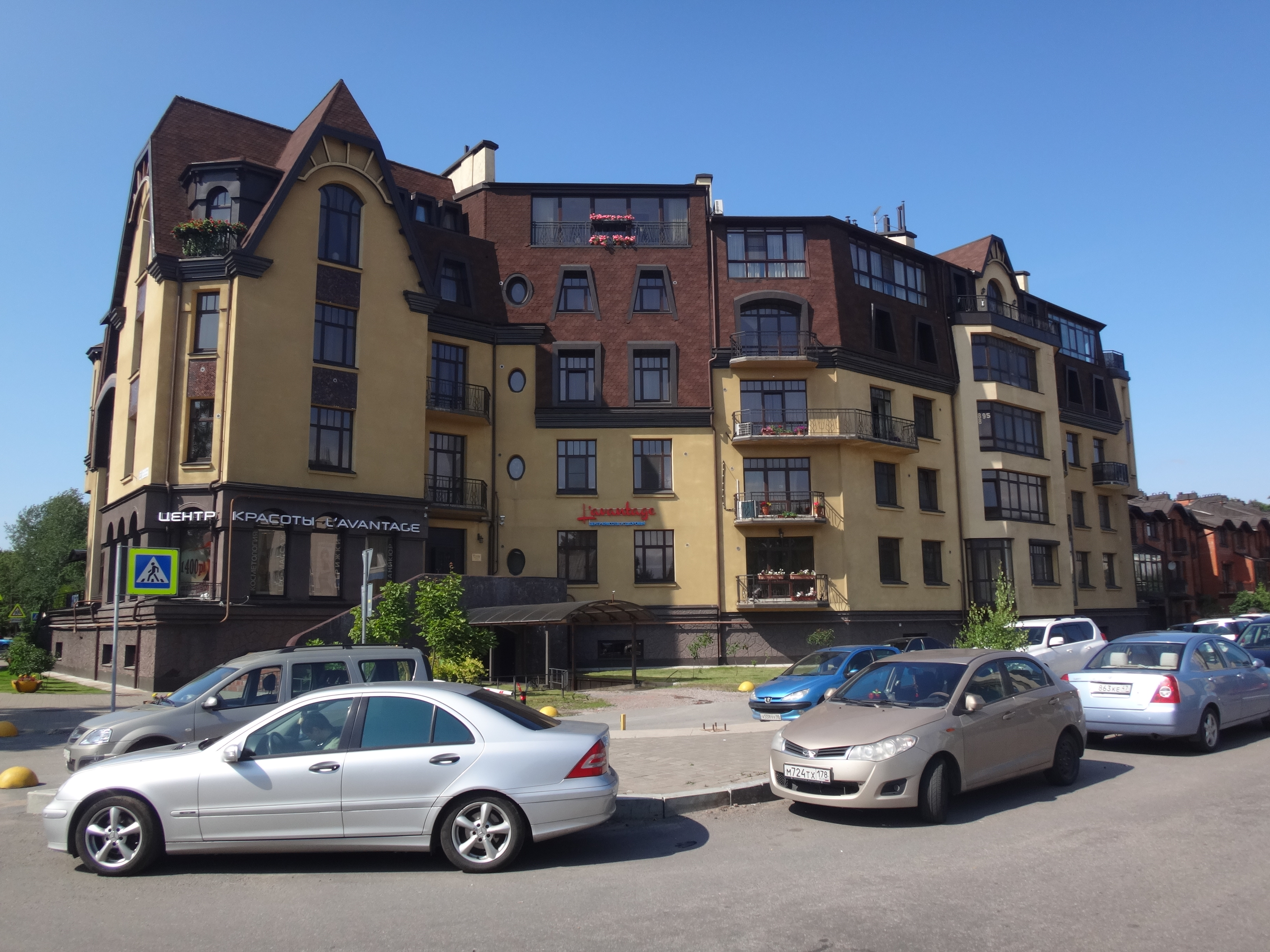
Малоэтажный жилой дом на углу 3-й линии 1-й половины и Солунской улицы

3-я линия 1-й половины — улица в Приморском районе Санкт-Петербурга. Проходит от улицы Аккуратова до Берёзовой улицы.

## История
Разделение одноимённых улиц на «1-ю» и «2-ю» (или  «1-й половины» и «2-й половины») в Коломягах — свидетельство о наследственном разделе бывшей деревни в 1823 году, причём граница прошла по Безымянному ручью. В Коломягах были параллельно проходящие линии 1-й и 2-й половины: 1-е (ныне 1-я и 2-я Никитинские улицы); 2-е (ныне 1-я и 2-я Алексеевские улицы). В настоящее время только третьи линии 1-й и 2-й половины сохранили своё название.

## Транспорт
Ближайшие к 3-й линии 1-й половины станции метро — «Удельная» и «Пионерская».

## Пересечения
- улица Аккуратова и аллея Павла Садырина
- Солунская улица
- Земледельческий переулок
- Горная улица
- Парголовский переулок
- Берёзовая улица (3-я линия 1-й половины примыкает к ней)